# Even After 10 Years
Even After 10 Years è il quarto album in studio del cantautore, produttore discografico e imprenditore sudcoreano Park Jin-young, meglio conosciuto come J.Y. Park. Pubblicato il 2 gennaio 1998, rappresenta una pietra miliare nella carriera dell'artista, grazie al successo del singolo principale Honey, che lo ha reso una delle figure di spicco della scena musicale coreana dell'epoca.

## Contesto e produzione
Dopo il successo di Summer Jingle Bell (1997), J.Y. Park ha pubblicato Even After 10 Years. L'album presenta una forte influenza di generi quali R&B e soul, caratterizzandosi per un approccio innovativo alla produzione musicale, una delle qualità distintive di Park.

## Tracce principali
L'album include diversi brani che hanno riscosso successo, con Honey come singolo di punta. Questo brano, in particolare, è diventato uno dei più rappresentativi del repertorio di J.Y. Park, raggiungendo le vette delle classifiche sudcoreane.

## Accoglienza e impatto
Even After 10 Years ha ricevuto un'accoglienza positiva sia dal pubblico che dalla critica, consolidando il ruolo di J.Y. Park come uno degli artisti e produttori più influenti del panorama musicale coreano. Il successo dell'album ha permesso a Park di espandere ulteriormente la sua carriera, non solo come cantante, ma anche come produttore e imprenditore nel settore musicale.

## Tracce
1. Honey - 3:33
2. 천년의 사랑 - 3:31
3. 졸업 - 4:33
4. 뭔가 이상해 feat. Kim Jin-pyo e Jinju - 3:56
5. 그녈 잡아요 - 4:18
6. 십년이 지나도 - 3:57
7. 날 데려가요 feat. Danny - 3:09
8. 사랑하기 때문에 ('98 Vibe Ver.) - 4:22
9. 그날이 오면 - 서로 떨어져있는 연인들을 위해 - 3:29
10. Everynight - 3:54